# 2020년 하계 올림픽 수구 여자 예선
2020년 하계 올림픽 수구 여자 예선으로 총 10개국에게 올림픽 출전권이 주어지게 됐다. 개최국 1개국, 월드리그 우승국, 대륙별 올림픽 예선 토너먼트 대회 우승 5개국, 올림픽 최종 예선 토너먼트 상위 2개국이 그 대상이다.

## 예선 요약
| 종목                              | 날짜                     | 장소       | 쿼터 | 진출국               |
| --------------------------------- | ------------------------ | ---------- | ---- | -------------------- |
| 개최국                            | 빈칸                     | 빈칸       | 1    | 일본                 |
| 2019년 FINA 월드 리그             | 2019년 6월 4일~9일       | 헝가리     | 1    | 미국                 |
| 2019년 FINA 세계 수영 선수권 대회 | 2019년 7월 14일~26일     | 광주광역시 | 2    | 스페인               |
| 2019년 팬아메리칸 게임            | 2019년 8월 4일~10일      | 리마       | 1    | 캐나다               |
| 오세아니아 대륙 선발전            | —                        | —          | 1    | 오스트레일리아       |
| 아프리카 대륙 선발전              | —                        | —          | 1    | 남아프리카 공화국    |
| 2020년 유럽 선수권 대회           | 2020년 1월 12일~25일     | 부다페스트 | 1    | 러시아 올림픽 위원회 |
| 2018년 아시안 게임                | 2018년 8월 16일~8월 21일 | 자카르타   | 1    | 중화인민공화국       |
| 세계 예선 토너먼트                | 2021년 2월 19일~24일     | 트리에스테 | 3    | 헝가리               |
| 세계 예선 토너먼트                | 2021년 2월 19일~24일     | 트리에스테 | 3    | 네덜란드             |
| 총합                              |                          |            | 10   |                      |

## 2019년 FINA 월드 리그
2019년 월드 리그 우승팀이 올림픽 본선에 진출한다.
| 순위 | 팀             |
| ---- | -------------- |
|      | 미국           |
|      | 이탈리아       |
|      | 러시아         |
| 4    | 네덜란드       |
| 5    | 오스트레일리아 |
| 6    | 헝가리         |
| 7    | 캐나다         |
| 8    | 중화인민공화국 |

## 2019년 세계 선수권 대회
2019년 세계 수영 선수권 대회 상위 2개국이 올림픽 본선에 진출한다.
| 순위 | 팀                |
| ---- | ----------------- |
| 1    | 미국1             |
| 2    | 스페인            |
| 3    | 오스트레일리아    |
| 4    | 헝가리            |
| 5    | 러시아            |
| 6    | 이탈리아          |
| 7    | 네덜란드          |
| 8    | 그리스            |
| 9    | 캐나다            |
| 10   | 카자흐스탄        |
| 11   | 중화인민공화국    |
| 12   | 뉴질랜드          |
| 13   | 일본              |
| 14   | 남아프리카 공화국 |
| 15   | 쿠바              |
| 16   | 대한민국          |

1 미국은 2019년 여자 수구 월드 리그 우승으로 올림픽 본선에 진출했다.

## 대륙별 토너먼트전
5대륙별로 진행되는 예선 대회의 각 우승국이 올림픽 본선에 진출한다.

### 아시아
원래 2020년 2월 12일부터 16일까지 카자흐스탄 누르술탄에서 아시아 대륙토너먼트전이 열릴 예정이었다. 하지만 1월 말 카자흐스탄 정부가 코로나19 확산을 우려해 중화인민공화국과의 모든 항공편 운항 및 비자발급 중단 조치를 내리면서 대회가 불투명해졌고, 2월 중순 아시아 수영 연맹에서 2018년 아시안 게임의 경기 결과를 대륙별 쿼터 기준으로 삼기로 결정했다. 아시안게임 최종순위가 대륙별 쿼터에 반영되면서 해당 대회 우승국인 중국이 올림픽 진출권을, 카자흐스탄 여자 수구 국가대표팀이 세계 토너먼트전 진출권을 지니게 되었다. 아시안게임 출전국 중 태국, 인도네시아, 홍콩 등 나머지 국가가 모두 토너먼트전 참가를 포기했기 때문에 세계수영연맹은 우즈베키스탄을 초청했다.
| 순위 | 팀             |
| ---- | -------------- |
| 1    | 중화인민공화국 |
| 2    | 카자흐스탄     |
| 3    | 일본1          |
| 4    | 태국           |
| 5    | 인도네시아     |
| 6    | 홍콩           |

1일본은 올림픽 대회 개최국으로 본선에 진출했다.

### 유럽
| 순위 | 팀         |
| ---- | ---------- |
| 1    | 스페인1    |
| 2    | 러시아     |
| 3    | 헝가리     |
| 4    | 네덜란드   |
| 5    | 이탈리아   |
| 6    | 그리스     |
| 7    | 프랑스     |
| 8    | 슬로바키아 |
| 9    | 이스라엘   |
| 10   | 크로아티아 |
| 11   | 독일       |
| 12   | 세르비아   |

1 스페인은 2019년 세계 수영 선수권 대회 수구 여자전에서 2위로 올림픽 본선에 진출했다.

### 아메리카
| 순위 | 팀           |
| ---- | ------------ |
| 1    | 미국1        |
| 2    | 캐나다       |
| 3    | 브라질       |
| 4    | 쿠바         |
| 5    | 푸에르토리코 |
| 6    | 멕시코       |
| 7    | 베네수엘라   |
| 8    | 페루         |

## 세계 예선 토너먼트
원래 2020년 5월 31일부터 6월 7일까지 네덜란드 로테르담에서 개최될 예정이었으나 코로나19 사태로 2021년 2월 14일부터 21일까지로 연기했고, 이후 재차 연기해 2월 21일부터 28일까지 열렸다. 대진표 추첨은 2020년 2월 11일 세계수영연맹 본부가 있는 스위스 로잔에서 열렸다. 상위 2팀이 올림픽 본선에 진출한다.

### 참가 팀
2020년 여자 수구 올림픽 예선 토너먼트

### 최종 순위
2020년 여자 수구 올림픽 예선 토너먼트

## 같이 보기
- 2020년 하계 올림픽 수구 남자 예선